# Nokia X

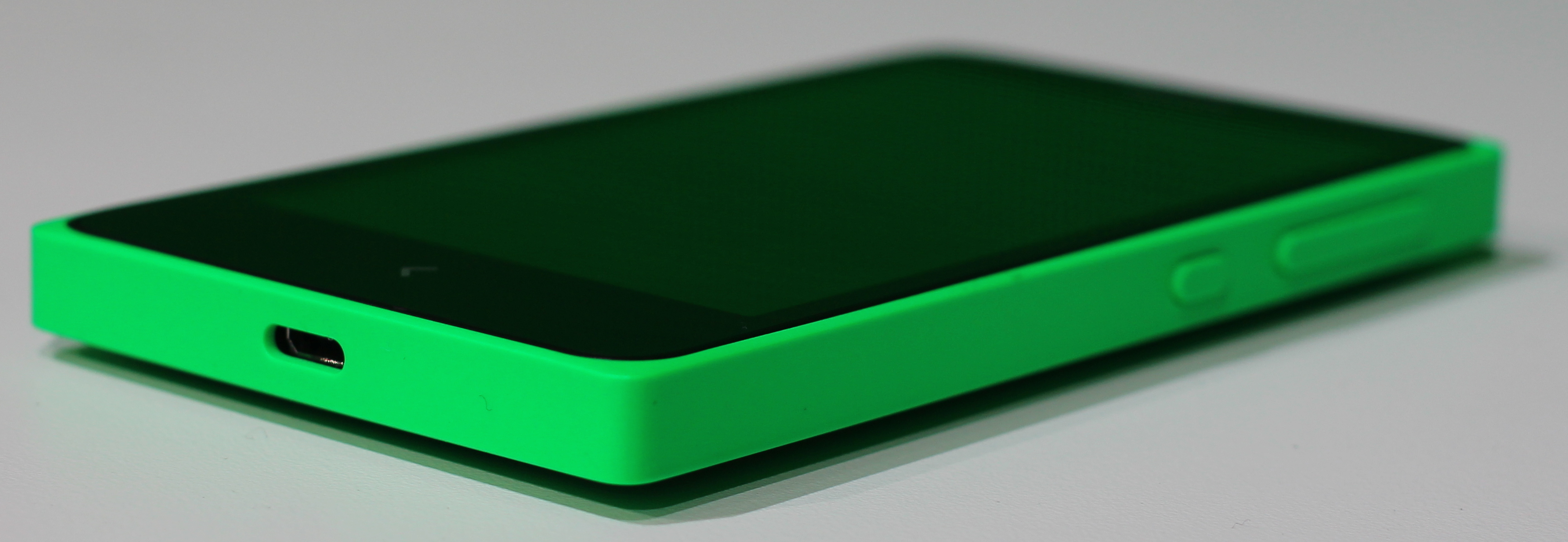
Nokia X

Nokia X – seria urządzeń Nokia zaprezentowana podczas targów MWC 2014, wcześniej znana pod kodową nazwą "Normandy".
Pod tą serią są dostępne 3 urządzenia: Nokia X, Nokia X+, Nokia XL.
Nokia X została wyposażona w 4-calowy wyświetlacz IPS o rozdzielczości 800x480 pikseli. Za jej wydajność odpowiada dwurdzeniowy procesor Qualcomm Snapdragon 8225 o częstotliwości taktowania 1 GHz, wspierany przez 512 MB pamięci RAM. Jest także 3-megapikselowy aparat główny.
Nokia X+ ma ten sam ekran i procesor, ma jednak więcej pamięci RAM (768 MB).
Nokia XL ma 5-calowy wyświetlacz IPS o rozdzielczości 800x480 pikseli. Aparat główny 5 Mpix z autofokusem, diodą LED, oraz 2-megapikselowa przednia kamerka. Wymiary to 141,3 x 77,7 x 10,8 mm, a waga - 190 gramów.
Wszystkie wyżej wymieniowe urządzenia działają pod kontrolą silnie zmodyfikowanego Androida bez dostępu do usług firmy Google.